# 아마티

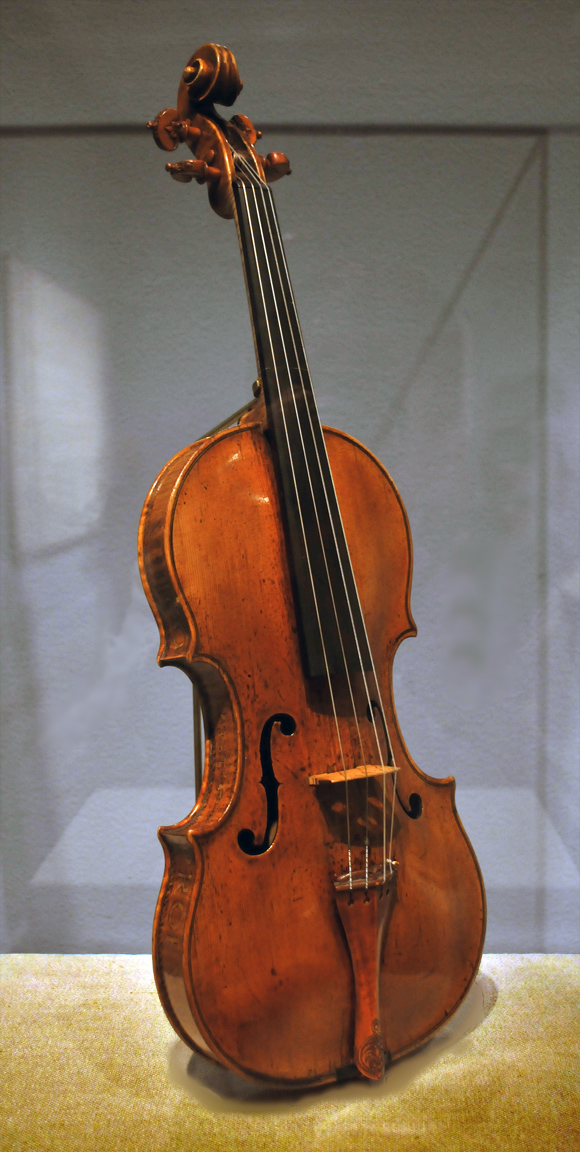

아마티(이탈리아어: Amati)는 이탈리아 크레모나 지방에 기점을 두고 1549년부터 1740년 경까지 성행하였던 바이올린 제작 가문이다. 이들은 근대 바이올린의 형태 및 구조를 확립시켰고, 많은 명기(名器)를 만들어낸 것으로 유명하다. 크레모나에서 만들어진 바이올린들은 특히 바니시에 비법이 있어 아름다운 소리를 낸다고 전해지고 있다.

## 아마티가의 바이올린 제작자들

### 안드레아 아마티
안드레아 아마티(1500~1577)는 근대 바이올린의 형태와 구조를 재정립하여 바이올린을 제작하였다. 그가 바이올린 제작 기술을 어디에서 배워왔는지에 대해서는 여러 설이 있지만, 그가 원래 비올 제작자였는데 브레시아의 바이올린에서 영감을 받아 바이올린 제작을 시작하였다는 설이 제일 믿을만하다. 그가 제일 초창기 바이올린 제작자인 가스파로 다 살로의 제작자라는 설도 있었지만 카를로 보네티는 안드레아 아마티가 다 살로보다 일찍 태어났으므로 이 설은 근거가 없다고 주장하였다. 하지만 그가 크레모나 지방의 첫 바이올린 제작자라는 사실은 확실하다. 그의 작품은 현재 225개밖에 전해지지 않고 있는데, 학자들은 그 이유를 16세기 교회가 바이올린의 연주를 금하고 심지어는 바이올린을 파괴하라고 지시했기 때문으로 생각하고 있다. 비록 바이올린의 발명자는 아니지만 안드레아는 후대 제작자들을 위한 청사진을 구축하였다. 그는 좋은 목재를 찾기 위하여 남부 알프스를 해메고 다녔고, 좋은 바니시를 만들기 위해 직접 베니스까지 찾아가 재료를 구해왔다고 한다. 그가 프랑스 왕실의 주문을 받아 바이올린, 비올라, 첼로로 구성된 38개의 악기를 제작하여 납품하였다는 기록도 남아있다. 사람들은 안드레아 아마티의 명기의 탁월성을 그가 분명히 처음 사용한 크레모나 바니시 덕분으로 생각하고 있지만, 이에 대한 엄밀한 증거가 없어 아직도 논란의 대상이 되고 있다. 안드레아 아마티는 바이올린의 자매 악기들인 비올라와 첼로의 견본까지 만들었는데, 4대의 비올라와 6대의 첼로가 현존한다. 아마티가 제작한 제일 오래된 첼로 "The King"은 음량이 풍부하고 기품있는 소리가 나 이 첼로만큼은 과르네리와 스트라디바리를 능가한다는 평을 받고 있다. 이 첼로는 18세기 당시 프랑스 최고의 첼리스트이자 작곡가인 뒤포르(1749~1819)가 제일 아끼는 첼로였다.

### 안토니오 아마티, 지롤라모 아마티
안토니오 아마티(1540~1607)와 지롤라모 아마티(1561?~1630)는 안드레아 아마티의 두 아들로서 함께 바이올린 제작을 이어나갔다. 안토니오에게는 딸이 하나 있어 그의 스크롤 조각을 도왔다는 말이 전해지지만 정확하진 않다. 지롤라모는 루츠레치오 드 코르네티스와 1574년에 결혼해 두 딸을 낳았다. 하지만 그의 부인은 10년도 안 되어 죽음을 맞이하였고, 지롤라모는 두 번째 부인으로 라우라 드 메디치 라자리니를 맞이한다 그는 두 번째 부인과 아홉 명의 자녀를 낳았는데 그 중 하나가 유명한 바이올린 제작자인 니콜로 아마티이다. 안토니오와 지롤라모 형제는 바이올린 제작을 거의 함께 하였으며 550~650개의 바이올린이 둘의 합작으로 여겨진다. 안드레아의 후기 작품들은 매우 화려한 장식으로 가득하여 귀족들에게 납품되었을 것이라 추측되는데, 안토니오와 지롤라모 형제들의 작품들 역시 화려한 작품들이 많아 아버지의 귀족 고객들이 이어져 내려온 것이라 추측된다. 안토니오와 지롤라모의 작품들은 안드레아의 모델을 바탕으로 하여 훨씬 혁신적인 시도를 많이 하였다. 그리고 그들의 작품들은 다른 바이올린 제작자들에게 영감을 주었다. 지롤라모 아마티는 자신의 라틴어 이름인 Hieronymus를 악기에 라벨을 붙일 때 써 넣곤 하였다. 그들은 f홀의 모양을 바꾸는 등 보다 튼튼한 악기를 만들기 위해 많은 방법을 고안하였다. 그들의 바이올린은 외관이 수려하였고, 오늘날까지도 바이올린의 표준 모델이 되었다. 그러나 18세기 말까지 영국에서 유행하다, 그 이후에 니콜로 아마티의 "Grand Pattern"이 선호되기 시작하면서 상대적으로 저평가되기 시작하였다.

### 니콜로 아마티
니콜로 아마티(1596~1684)는 지롤라모 아마티와 라우라 데 메디치 데 라자리니 사이에서 난 아들이다. 가문에서 가장 위대한 바이올린 제작자로서 그의 악기는 지금도 수십억의 가치로서 매겨지고 있다. 그는 루이 13세의 주문에 따라 왕의 24 바이올린의 악기를 제작하기도 하였다. 니콜로 아마티는 루크레지아 팔리아리와 1645년에 결혼하였고 9명의 자녀를 낳았으나 6명만이 살아남았다. 그의 활동 기간이었던 1630년은 재난의 시기였다. 크레모나는 스페인의 지배하에 놓이면서 혼란에 휩싸였고, 전염병이 창궐했다. 전염병이 휩쓸고 난 후에 그의 곁엔 바이올린 제작을 도와줄 사람이 없었다. 그의 아들 지롤라모는 도움을 주기엔 너무 어렸다. 이 때문에 니콜로는 여러 명의 제자를 받아들이기 시작했다. 그의 공방은 바이올린 제작의 중심이 되었고, 그의 제자들은 이탈리아 각지에 퍼져 바이올린 제작의 질을 높여 나갔다. 니콜로 아마티의 f홀은 스트라디바리조차 따라갈 수 없을 정도로 예술적이라는 평가를 받고 있다. 니콜로 역시 귀족들과 교회를 고객으로 삼아 화려한 바이올린을 많이 제작하였다. 하지만 그는 화려한 그림과 장식보단 더블 퍼플링이나 훌륭한 흑색 스크롤을 만드는 데에 치중하였다. 그의 바이올린은 앞선 모델보다 넓었는데, 이를 "그랜드 패턴"이라고 한다. 또한 그의 바이올린은, 강하고 깨끗한 퍼플링, 아마티 가문에서 제일 멋진 달팽이 장식 등의 특징을 가진다.니콜로 아마티는 바이올린 제작자뿐만 아니라 교육자로서도 매우 활발한 활동을 펼쳤는데 17세기의 위대한 바이올린 제작자였던 과르네리, 스트라디바리, 스타이너 모두 니콜로의 제자였다고 전해진다. 하지만 스타이너와 스트라디바리가 니콜로의 제자였다는 사실은 아직도 논란이 되고 있다. 니콜로가 살던 시기는 바이올린이 솔로악기로서 점점 부각되어가던 시기였고, 첼로 또한 솔로악기로서 서서히 부상하고 있던 시기였다. 따라서 니콜로 아마티는 그의 그랜드 아마티 바이올린이 매우 힘찬 음색을 가지도록 제작하였고, 첼로의 음색 또한 더욱 강해질 수 있도록 디자인을 바꾸기도 하였다. 따라서 그의 바이올린 제작이 음악 속에서의 바이올린의 위상을 높여주었다는 사실에서 그는 매우 높은 평가를 받고 있다.

### 지롤라모 아마티
지롤라모 아마티(1649~1740)는 니콜로 아마티와 루크레지아 팔리아리 사이에 난 아들로 아마티 가의 가업을 4대째 계승했다. 그는 Hieronymous Amati Ⅱ라고도 불린다. 지롤라모는 1678년에 안젤라 카레토니와 결혼하였고 슬하에 세 명의 자식을 두었다. 하지만 그는 스트라디바리, 과르네리 등의 그늘에 가려 빛을 보지 못하였다. 게다가 그의 작품은 널리 복제되었고 그의 라벨이 붙은 채로 판매가 되었는데, 사람들 사이에 가짜 복제품이 퍼지면서 지롤라모에 대한 인식이 나빠지기 시작하여 그를 둘러싼 상황은 점점 더 안 좋아졌다. 그는 일생에 거쳐 280개밖에 안 되는 악기를 제작한 것으로 추정된다. 지롤라모의 작품들은 선대의 작품보다 힘찬 음색을 가지고 있다.

## 아마티가의 제자들
아마티가는 거의 본인의 힘으로, 가끔은 자녀들과 친척들의 도움과 함께 바이올린을 제작했다. 니콜로 아마티만이 외부 제자의 영입에 관대하였는데, 니콜로 아마티 아래의 제자들 중 가장 유명한 제자들로 과르네리, 스타이너, 루게리, 카파, 쎄라핀 그리고 스트라디바리가 있다.

## 아마티가의 바이올린 제작 역사 속에서의 의의
아마티가는 바이올린의 형태가 형성되어가는 시기에 바이올린의 형태와 구조를 확립하여 후대 바이올린 제작자들에게 기준을 제시하였다는 점에서 가장 큰 의의를 가진다. 또한 원목, 바니시에 필요한 색소 등 여러 재료 면에 있어서 가장 양질의 재료가 무엇인지 끊임없이 연구하여 좋은 성과를 내었다. 아마티가는 제작자뿐만 아니라 교육자라는 면에서도 큰 역할을 하였는데, 특히 니콜로 아마티가 여러 제자를 문하에 둠으로써 그의 바이올린 제작 기술이 이탈리아 전역에 퍼질 수 있게 하였고 이는 결과적으로 바이올린 제작 기술의 발전에 매우 많은 기여를 하였다.

## 현존하는 아마티 악기들
- 미국 남 다코다 대학 국립 음악 박물관 보관됨 2009-09-10 - Archive-It에 있는 아마티 악기:
  - 안드레아 아마티:
    - Cello, "The King", circa 1545, the world's oldest extant cello 보관됨 2016-03-20 - 웨이백 머신
    - Viola, 1560 보관됨 2012-05-12 - 웨이백 머신
    - Violin, 1560 보관됨 2012-05-04 - 웨이백 머신
    - Violin, 1574 보관됨 2016-03-04 - 웨이백 머신

  - 지롤라모 아마티:
    - Double bass, 1680
    - Violin, 1604 보관됨 2012-04-30 - 웨이백 머신
    - Violin, 7/8-size, 1609 보관됨 2012-04-15 - 웨이백 머신
    - Violino piccolo, 1613 보관됨 2012-04-15 - 웨이백 머신

  - 니콜로 아마티:
    - Violin, 1628 보관됨 2012-04-15 - 웨이백 머신
    - 미국 뉴욕 메트로폴리탄 미술관에 있는 아마티 악기:

  - 안드레아 아마티:
    - Violin, ca. 1560

  - 니콜로 아마티:
    - Violin, 1669

## 같이 보기
- 안토니오 스트라디바리
- 루시어